# Thunar
Thunar是一套在Unix-like作業系統上運行的檔案浏览器，它以GTK+2程式庫編寫，Thunar 是快速且易於使用的檔案管理員，是附屬於 Xfce 桌面環境計畫的工具程式。Thunar是這套檔案管理員的開發代號，最終成品可能有其他名字，請參看。

## 特色
- 快速
- 佔用記憶體少
- 易用

## 缺點
- 現階段仍不穩定

## 外部連結
- Thunar官方網站